# Église Notre-Dame-de-l'Assomption de Locmaria
Pour les articles homonymes, voir Église Notre-Dame-de-l'Assomption.
L'église Notre-Dame-de-l'Assomption de Locmaria est l'église de Locmaria à Belle-Île-en-Mer dans le département du Morbihan. 
Son bâtiment actuel est la plus ancienne église de Belle-Île-en-Mer.

## Histoire

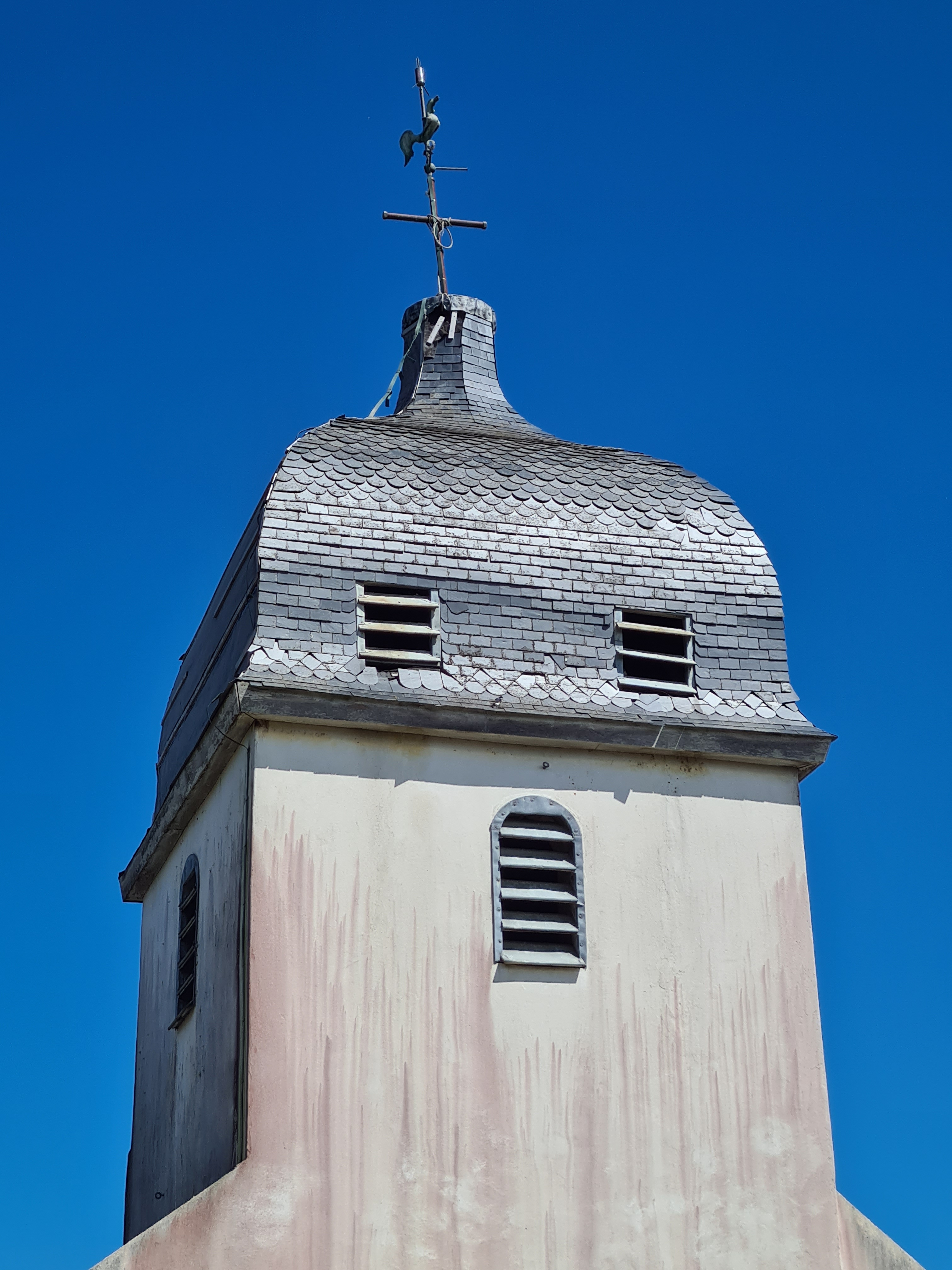
Clocher.

L'église a été fondée en 1070 par les moines de l'abbaye Sainte-Croix de Quimperlé.
Elle a été réparée et agrandie en 1694. Le clocher en forme de « poivrière » ne date que de 1714.
La chapelle latérale a été construite en 1868.

## Protection
L'édifice est repris à l'inventaire général du patrimoine culturel depuis 1986 sous la référence IA00008218.

## Intérieur

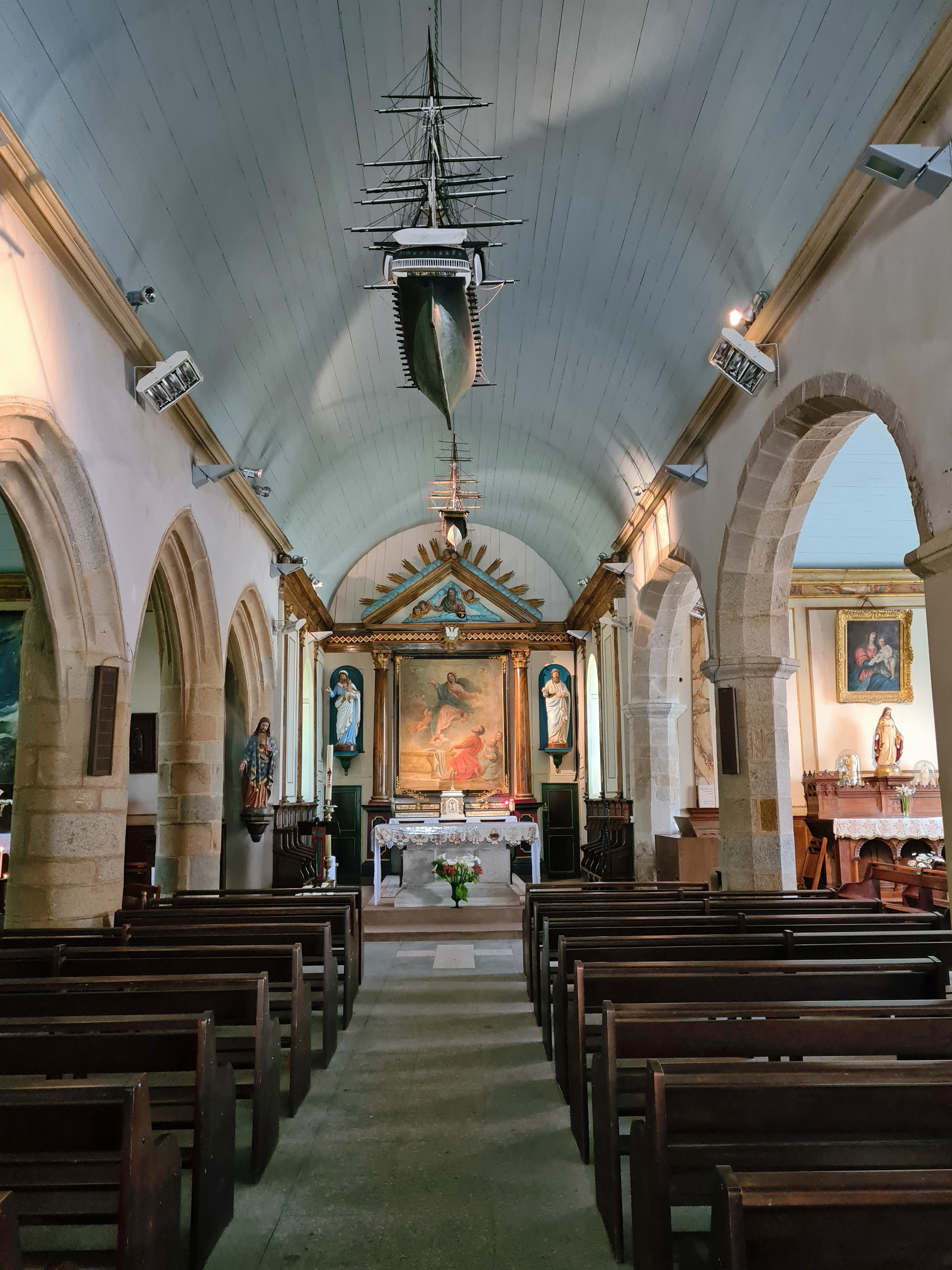
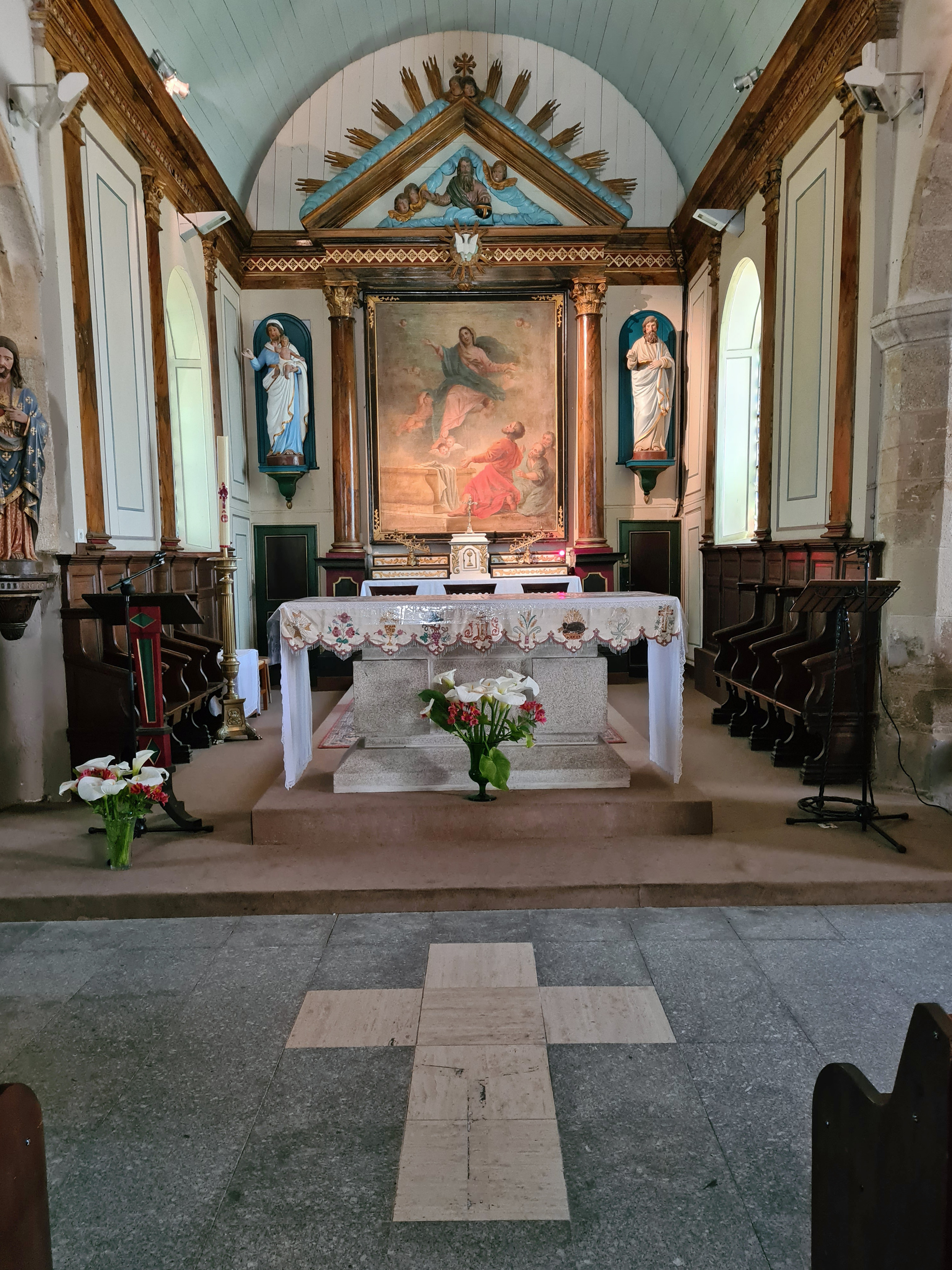
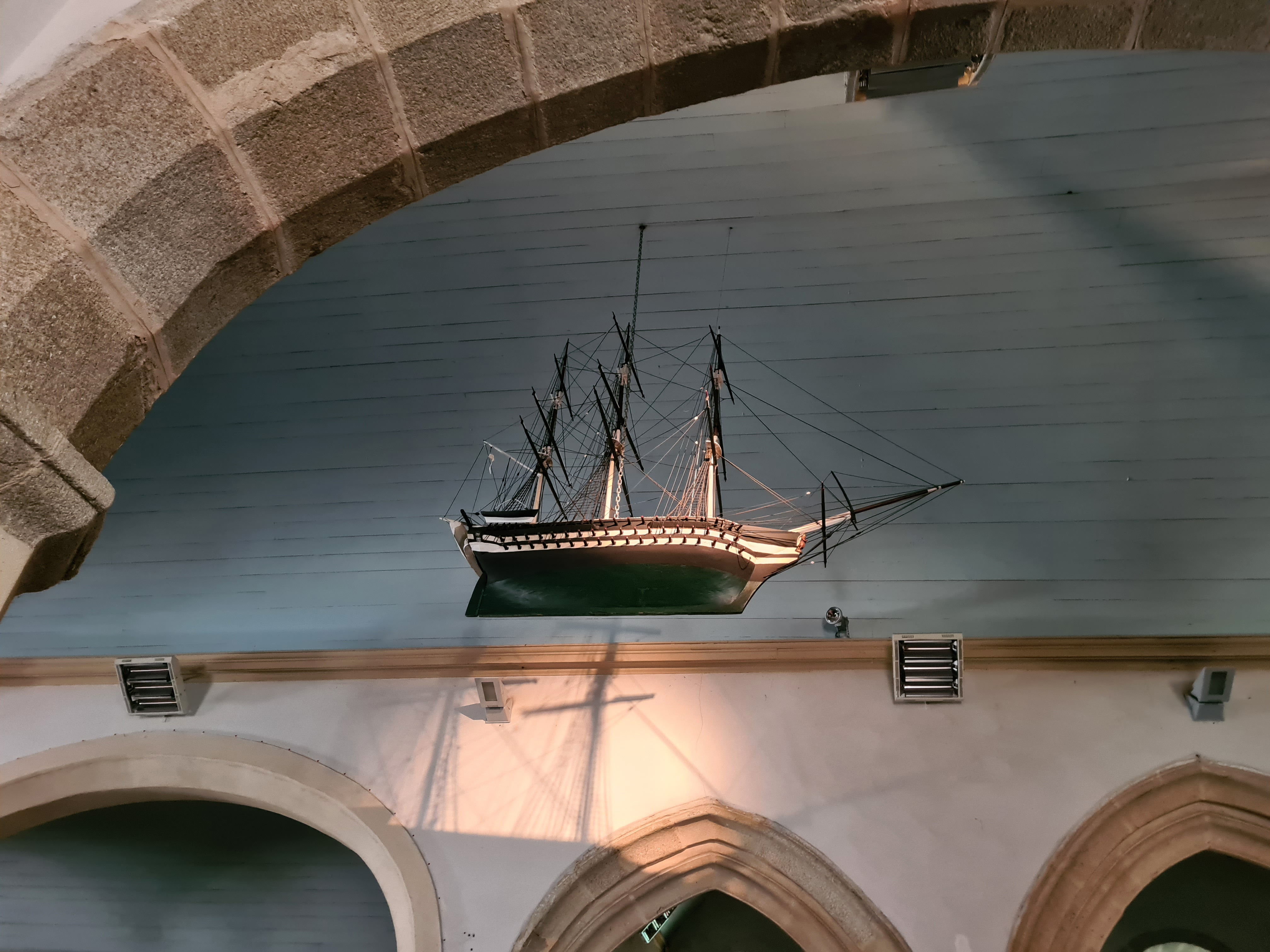
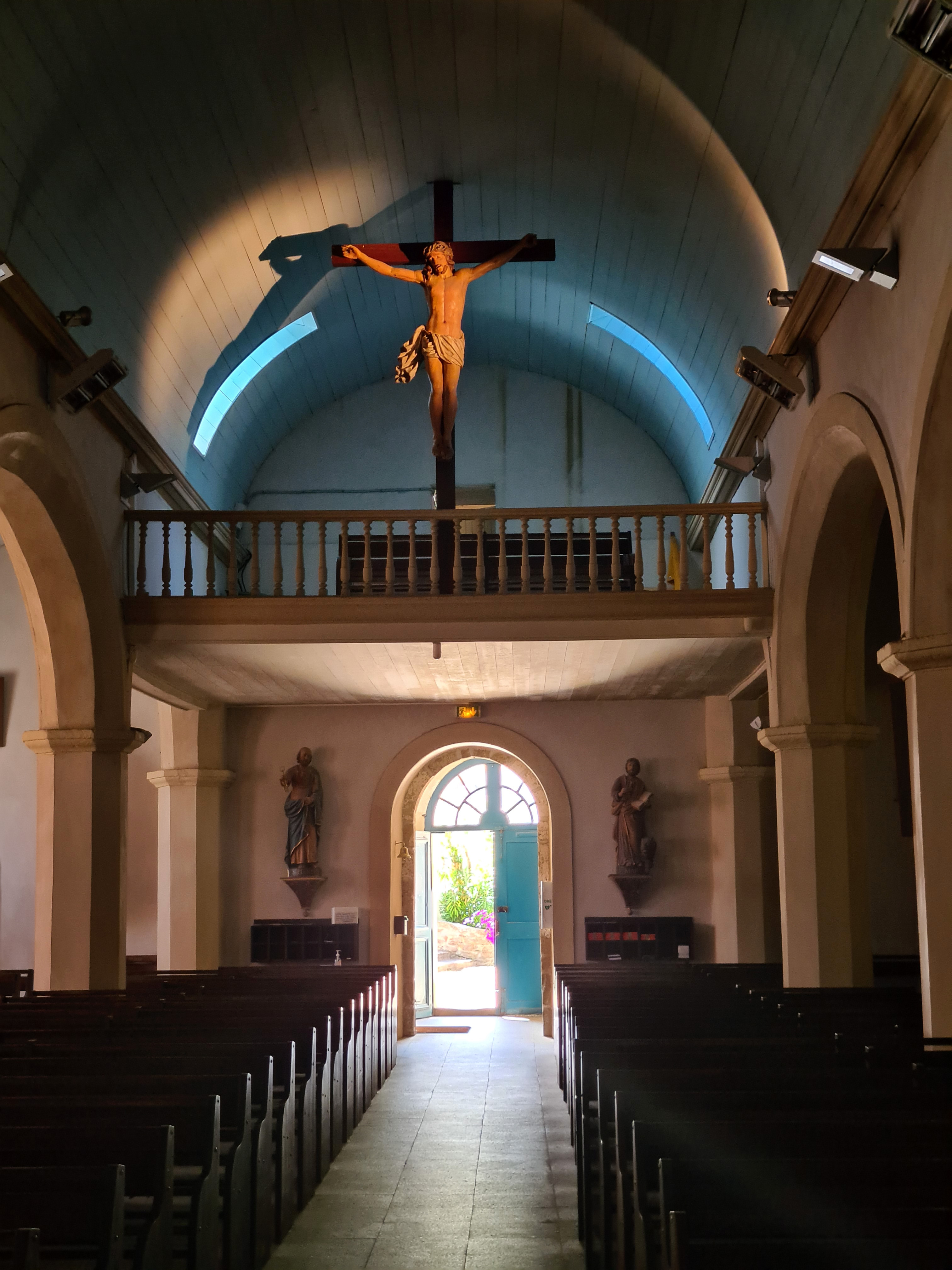
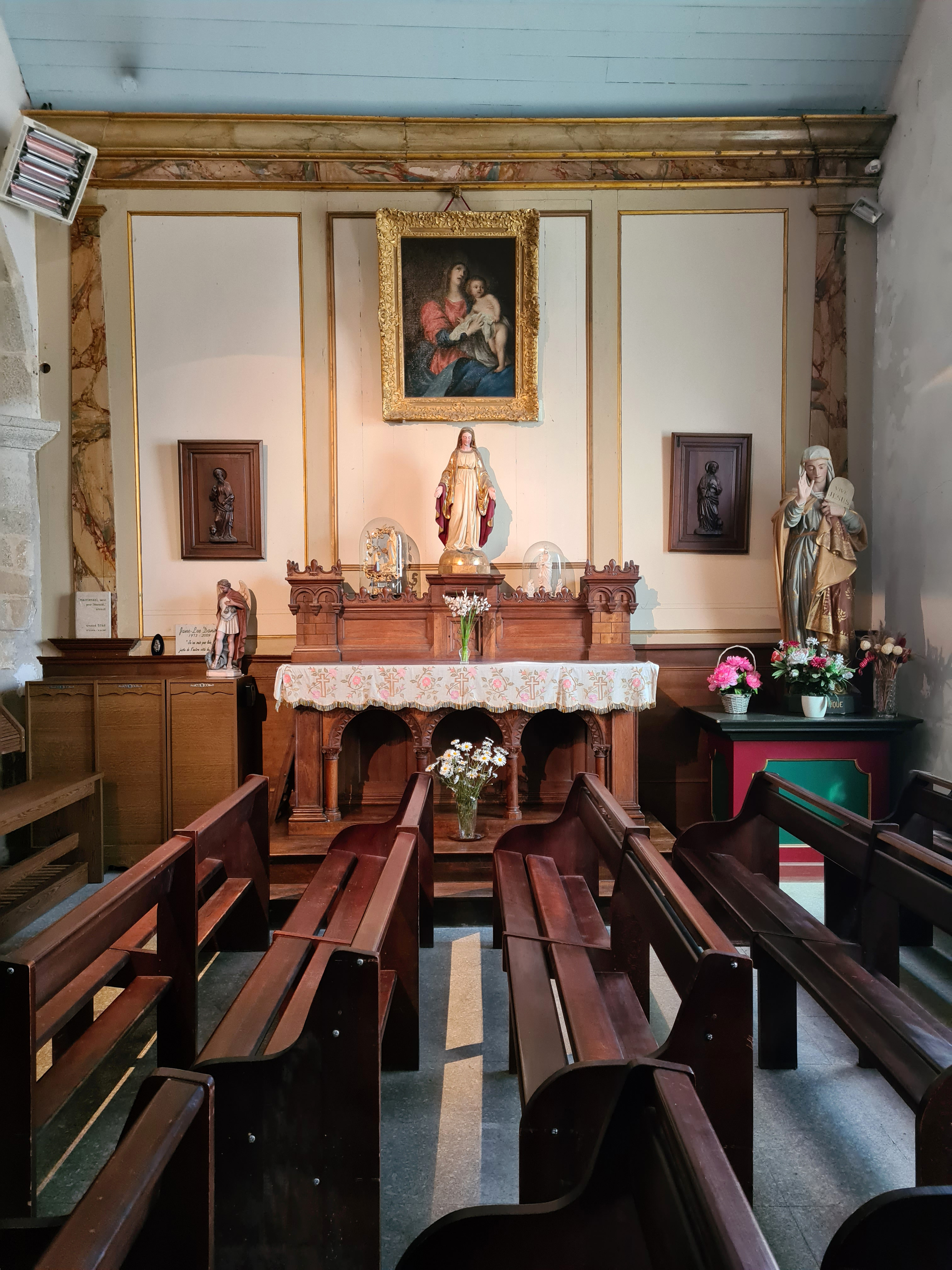

## Vitraux
La nef côté sud est éclairée par des vitraux réalisés à la fin du XIXe siècle par Le Nezet, maître verrier du Morbihan.

## Galerie

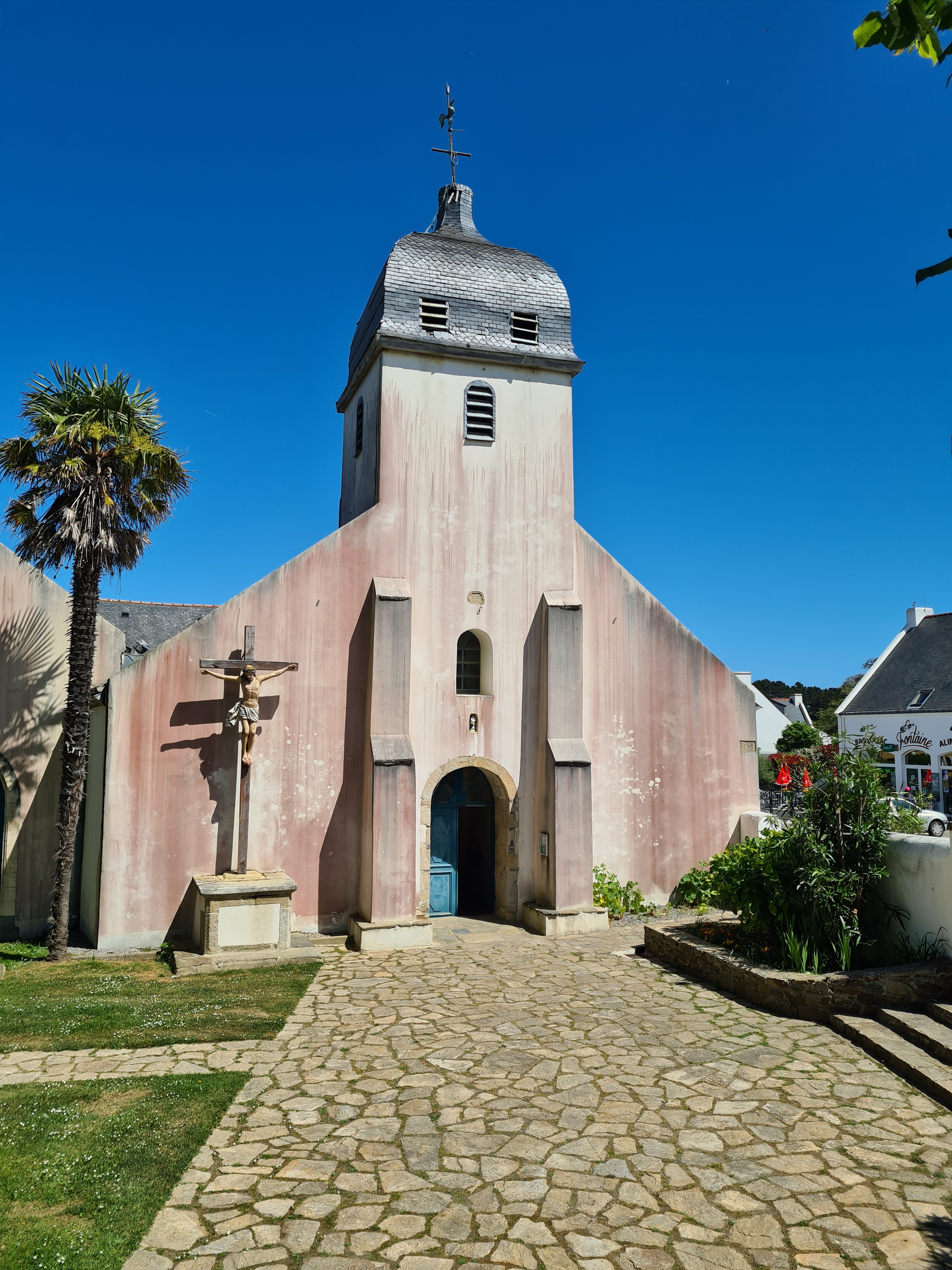
L'église colorée par les vents du Sahara (2022).
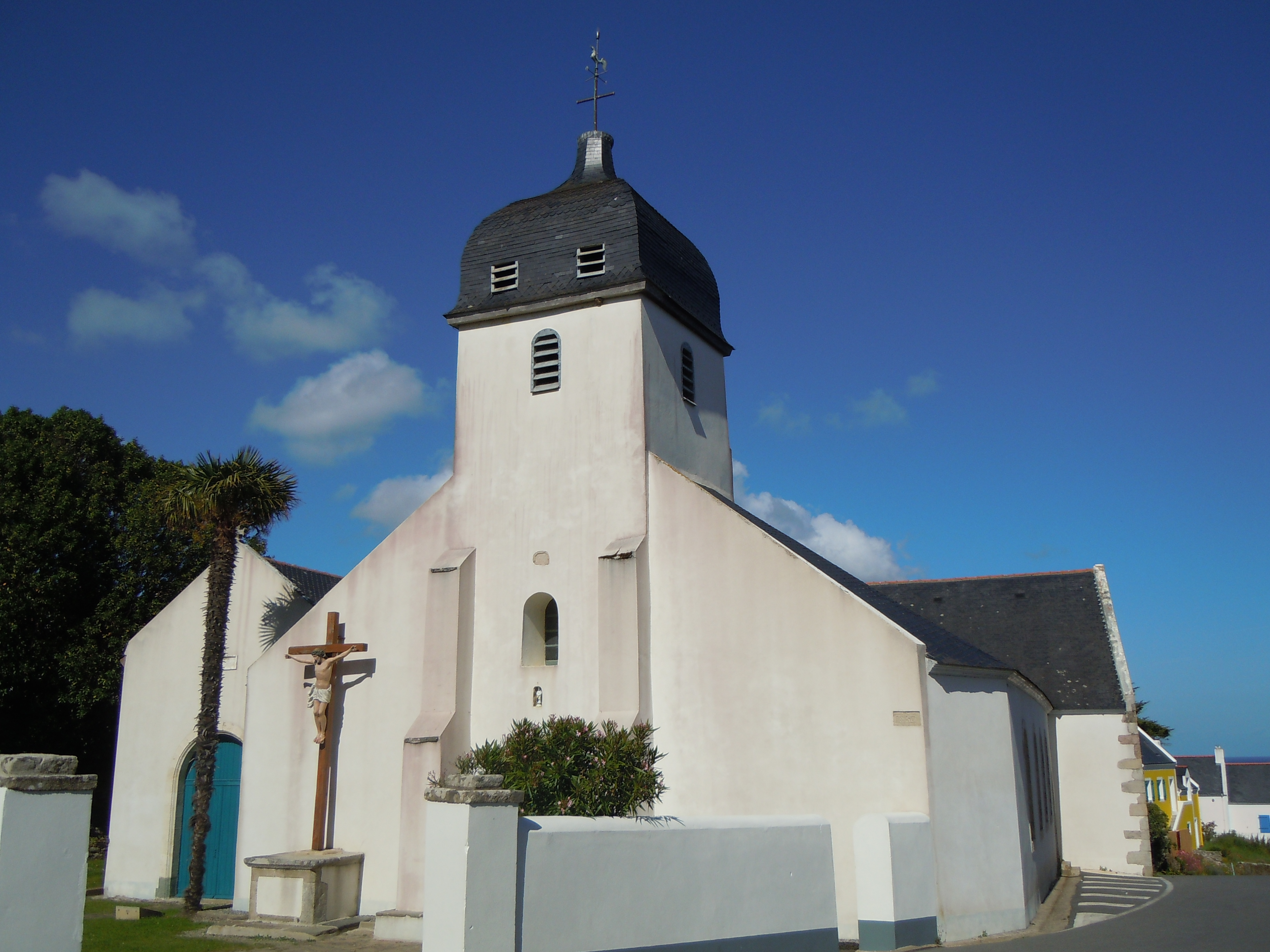
L'église Notre-Dame-de-l'Assomption le 1er juillet 2013.